# Бебії (рід)

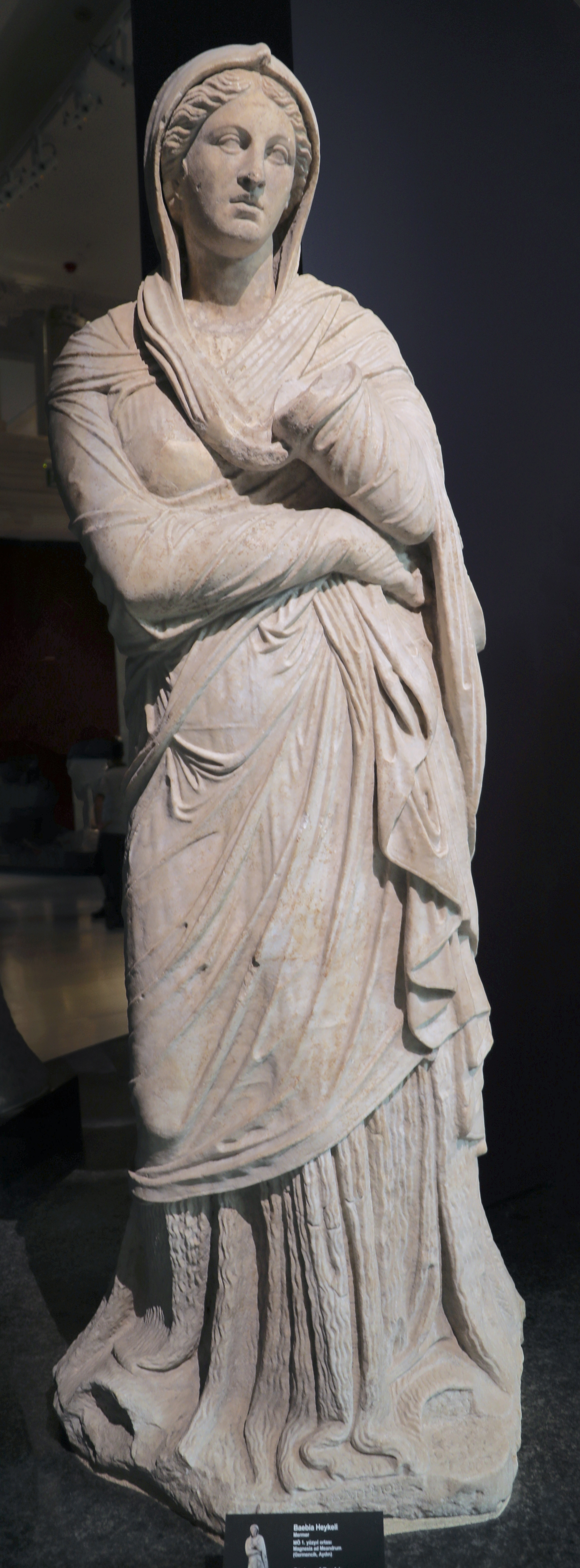
Представниця роду Бебієв. Статуя. Археологічний музей. м. Стамбул

Бебії — патриціанський і заможний плебейський рід у Стародавньому Римі. Серед представників цього роду багато було сенаторів та дипломатів, займали також найвищі магістратури Римської республіки. Вони були прихильниками політичної групи на чолі із родом Еміліїв.
Бебії мали когномени: Тамфіл, Сулка, Геренній, Дів.

## Найвідоміші Бебії
- Квінт Бебій Тамфіл, претор 218 року до н.е, вів у м. Сагунт перемовини з Ганнібалом у 219 році до н. е.
- Квінт Бебій Геренній, народний трибун 216 року до н.е, один з лідерів плебеїв та народної партії часів Другої пунічної війни.
- Луцій Бебій Тамфіл, сенатор, голова посольства до Карфагену у 203 році до н. е., за підсумками якого було укладено мирну угоду, яка закінчила Другу Пунічну війну.
- Луцій Бебій Дів, претор 189 року до н. е.
- Гней Бебій Тамфіл, консул 182 року до н. е., здійснив похід проти лігурів
- Марк Бебій Тамфіл, консул 181 року до н. е., воював з Антіохом III Селевкідом.
- Гай Бебій Сулка, народний трибун 111 року до н. е., отримав хабаря від Югурти, царя Нумідії.
- Луцій Бебій Гонорат, намісник Македонії у 79-84 роках.
- Публій Бебій Італік, консул-суффект 90 року.
- Квінт Бебій Мацер, консул-суффект 103 року.